# 陳昌遠
陳昌遠（1983年—），臺灣高雄小港人，台灣詩人。中正高工建築科畢業，曾任《中國時報》印刷技術員。以詩集《工作記事》獲第六屆楊牧詩獎、2020年度台灣文學獎金典獎與蓓蕾獎，長期以「sea35」於PTT詩板發表作品。  在詩觀上，認為詩「或許就是人類在其中透過文字寫出一串經過壓縮的資訊，用自身的抒情方式，講述世界之間必然的交互影響，以及結果」。 向陽在《新世紀新世代詩選》中評論其「擅長展現基層勞工的滄桑心境，思索工作的人與運轉的機器之間既衝突又和諧的矛盾關係」。